# 高村良嘉
高村 良嘉（こうむら よしかず、1971年2月10日 - ）は、山口県出身の元プロ野球選手（内野手）。右投左打。

## 来歴・人物
小学3年の時に野球を始める。下松工業高に進み、3年の夏は3回戦で敗退。卒業後に新日本製鐵光に入社。都市対抗野球には補強選手も含めて出場した。チームが休部したため、1994年に読売ジャイアンツの入団テストを受け合格し、同年ドラフト5位で入団した。50メートル走を5秒6で走る俊足が持ち味であった。
1年目の1995年に一軍に昇格し、8月には2番セカンドでのスタメン出場が多くなり注目を集め、それまで下位に沈んでいたチーム浮上に貢献した。徹底して叩きつける打撃が持ち味で、この年19安打を放ったがうち12本が内野安打だった。
1996年は新人の仁志敏久の不調・三塁コンバート等で空いた二塁のポジションに、元木大介との併用でスタメン出場をするなど、自己最多の66試合に出場した。シーズンオフには、左足首靱帯の除去手術を受けた。しかし、その後2年間一軍出場がないまま、1998年に戦力外通告を受け現役引退した｡
2021年より、古巣の新日本製鐵光を前身とする日鉄ステンレス山口シーガルズのヘッドコーチに就任し、2022年6月にチームの監督に就任した。2023年シーズン終了をもって監督を退任。

## 詳細情報

### 年度別打撃成績
| 年 度     | 球 団     | 試 合 | 打 席 | 打 数 | 得 点 | 安 打 | 二 塁 打 | 三 塁 打 | 本 塁 打 | 塁 打 | 打 点 | 盗 塁 | 盗 塁 死 | 犠 打 | 犠 飛 | 四 球 | 敬 遠 | 死 球 | 三 振 | 併 殺 打 | 打 率 | 出 塁 率 | 長 打 率 | O P S |
| --------- | --------- | ----- | ----- | ----- | ----- | ----- | -------- | -------- | -------- | ----- | ----- | ----- | -------- | ----- | ----- | ----- | ----- | ----- | ----- | -------- | ----- | -------- | -------- | ----- |
| 1995      | 巨人      | 18    | 58    | 53    | 8     | 19    | 1        | 0        | 0        | 20    | 1     | 3     | 2        | 2     | 0     | 3     | 0     | 0     | 11    | 0        | .358  | .393     | .377     | .770  |
| 1996      | 巨人      | 66    | 137   | 119   | 20    | 32    | 4        | 1        | 0        | 38    | 5     | 4     | 7        | 5     | 0     | 9     | 1     | 4     | 21    | 0        | .269  | .341     | .319     | .660  |
| 通算：2年 | 通算：2年 | 84    | 195   | 172   | 28    | 51    | 5        | 1        | 0        | 58    | 6     | 7     | 9        | 7     | 0     | 12    | 1     | 4     | 32    | 0        | .297  | .356     | .337     | .693  |

### 記録
- 初出場：1995年8月15日、対広島東洋カープ17回戦（広島市民球場）、9回表に吉村禎章の代走
- 先発初出場：1995年8月24日、対横浜ベイスターズ23回戦（東京ドーム）、2番・二塁手で出場
- 初安打：1995年8月29日 、対中日ドラゴンズ21回戦（ナゴヤ球場）、今中慎二から
- 初打点：1995年9月7日、対横浜ベイスターズ24回戦（横浜スタジアム）
- 初盗塁：1995年9月3日、対広島東洋カープ22回戦（東京ドーム）

### 背番号
- 45 （1995年）
- 00 （1996年 - 1998年）